# القينية (قفل شمر)

تعديل مصدري - تعديل

القينية هي إحدى قرى عزلة شمرين بمديرية قفل شمر التابعة لمحافظة حجة، بلغ تعداد سكانها 540 نسمة حسب تعداد اليمن لعام 2004.